# Lesinka
Lesinka (németül: Harlas) Třebeň településrésze Csehországban a Karlovy Vary-i kerület Chebi járásában. Központi községétől 1 km-re délkeletre fekszik. A 2001-es népszámlálási adatok szerint 7 lakóháza és 20 lakosa van.